# Mornand-en-Forez
Mornand-en-Forez és un municipi francès situat al departament del Loira i a la regió d'Alvèrnia-Roine-Alps. L'any 2007 tenia 408 habitants.

## Demografia

### Població
El 2007 la població de fet de Mornand-en-Forez era de 408 persones. Hi havia 127 famílies de les quals 16 eren unipersonals (8 homes vivint sols i 8 dones vivint soles), 37 parelles sense fills, 49 parelles amb fills i 25 famílies monoparentals amb fills.
La població ha evolucionat segons el següent gràfic:
Habitants censats

### Habitatges
El 2007 hi havia 183 habitatges, 140 eren l'habitatge principal de la família, 26 eren segones residències i 18 estaven desocupats. 175 eren cases i 8 eren apartaments. Dels 140 habitatges principals, 92 estaven ocupats pels seus propietaris, 41 estaven llogats i ocupats pels llogaters i 6 estaven cedits a títol gratuït; 4 tenien dues cambres, 15 en tenien tres, 36 en tenien quatre i 84 en tenien cinc o més. 96 habitatges disposaven pel capbaix d'una plaça de pàrquing. A 60 habitatges hi havia un automòbil i a 74 n'hi havia dos o més.

### Piràmide de població
La piràmide de població per edats i sexe el 2009 era:
| Homes | Edats   | Dones |
| ----- | ------- | ----- |
| 0     | 95 o +  | 0     |
| 0     | 90 a 94 | 0     |
| 4     | 85 a 89 | 4     |
| 0     | 80 a 84 | 4     |
| 4     | 75 a 79 | 4     |
| 8     | 70 a 74 | 4     |
| 4     | 65 a 69 | 8     |
| 8     | 60 a 64 | 8     |
| 12    | 55 a 59 | 0     |
| 4     | 50 a 54 | 12    |
| 16    | 45 a 49 | 8     |
| 8     | 40 a 44 | 8     |
| 8     | 35 a 39 | 16    |
| 4     | 30 a 34 | 16    |
| 12    | 25 a 29 | 12    |
| 0     | 20 a 24 | 12    |
| 12    | 15 a 19 | 8     |
| 16    | 10 a 14 | 4     |
| 16    | 5 a 9   | 4     |
| 16    | 0 a 4   | 8     |

## Economia
El 2007 la població en edat de treballar era de 279 persones, 194 eren actives i 85 eren inactives. De les 194 persones actives 175 estaven ocupades (98 homes i 77 dones) i 18 estaven aturades (5 homes i 13 dones). De les 85 persones inactives 18 estaven jubilades, 48 estaven estudiant i 19 estaven classificades com a «altres inactius».

### Ingressos
El 2009 a Mornand-en-Forez hi havia 143 unitats fiscals que integraven 363,5 persones, la mediana anual d'ingressos fiscals per persona era de 16.021 €.

### Activitats econòmiques
Dels 19 establiments que hi havia el 2007, 5 eren d'empreses de construcció, 3 d'empreses de comerç i reparació d'automòbils, 3 d'empreses d'hostatgeria i restauració, 2 d'empreses immobiliàries, 2 d'empreses de serveis, 3 d'entitats de l'administració pública i 1 d'una empresa classificada com a «altres activitats de serveis».
Dels 6 establiments de servei als particulars que hi havia el 2009, 1 era un paleta, 1 fusteria, 1 lampisteria, 1 electricista, 1 perruqueria i 1 restaurant.
L'únic establiment comercial que hi havia el 2009 era una floristeria.
L'any 2000 a Mornand-en-Forez hi havia 24 explotacions agrícoles que ocupaven un total de 1.311 hectàrees.

## Equipaments sanitaris i escolars
El 2009 hi havia una escola elemental integrada dins d'un grup escolar amb les comunes properes formant una escola dispersa.

## Poblacions més properes
El següent diagrama mostra les poblacions més properes.